# تشيوبانو
تشيوبانو (بالإيطالية: Chiuppano)‏ هي مدينة في مقاطعة فشنزة بمنطقة فنيتة، شمال إيطاليا.